# 沙尔淖
沙尔淖也作沙儿淖尔、沙几淖、沙如勒淖尔，是一个位于中国内蒙古自治区鄂尔多斯市乌审旗嘎鲁图镇境内的盐湖，地处嘎鲁图镇政府驻地（县城）西北约20千米处的毛乌素沙地中，湖面海拔1330.0米，面积1.0平方千米，平均水深0.1米。
2021年公布的鄂尔多斯市乌审旗镇级、嘎查村级河（湖）长名录表中，沙尔淖（沙几淖）的镇级湖长为嘎鲁图镇综合保障和技术推广中心主任达日克，嘎查村级湖长为沙如勒努图克嘎查党支部书记、嘎查委会主任忠尼勒图。